# Abus sexuel sur mineur en France
 (août 2007).
Si vous disposez d'ouvrages ou d'articles de référence ou si vous connaissez des sites web de qualité traitant du thème abordé ici, merci de compléter l'article en donnant les références utiles à sa vérifiabilité et en les liant à la section « Notes et références ».
Pour un article plus général, voir Abus sexuel sur mineur.
Un mineur victime de violences à caractère sexuel (couramment appelée abus sexuels) fait l'objet d'une protection particulière. 
Un abus sexuel sur mineur en France, est, dans le langage courant, l'une des infractions à caractère sexuel condamnées par le Code pénal et impliquant un majeur et un mineur, qu'elles concernent :
- un mineur de 15 ans[Note 2] ;
- un mineur âgé de 15 à 18 ans[Note 3] quand le partenaire majeur est un ascendant ou une personne ayant autorité ;
- ou tout mineur de 18 ans pour une infraction relevant de la protection de l'enfance.

En France, environ 160 000 enfants en seraient victimes chaque année.
L'enfant maltraité ou tout témoin peut faire un signalement au 119, numéro du Service national d'accueil téléphonique pour l'enfance en danger, chargé de la protection des mineurs en France.
La victime peut ainsi faire appel à des services spécialisés et déposer plainte seule. La loi prévoit que ces agressions soient punies plus sévèrement lorsqu'elles concernent des mineurs, et allonge les délais pendant lesquelles des poursuites peuvent être engagées contre le(s) auteur(s) des faits. Les personnes ayant connaissance de ce type de faits doivent les signaler (article 434-3 du Code pénal). Cette obligation dérogerait au secret professionnel.
Actes visés, pour une victime âgée de moins de 15 ans, la loi punit les actes à caractère sexuel suivants :
- proposition sexuelle, quelle qu'en soit la teneur, faite par un majeur à un mineur de moins de 15 ans, via internet (sur un chat, un réseau social,...) ;
- le crime de viol sur mineur de moins de 15 ans, puni de 20 ans de réclusion criminelle ;
- crime de viol incestueux sur mineur (de moins de 18 ans), puni de 20 ans de réclusion criminelle ;
- délit d'agression sexuelle sur mineur de moins de 15 ans, puni de 10 ans de prison et de 150 000 euros d'amende ;
- délit d'agression sexuelle incestueuse sur mineur (de moins de 18 ans), puni de 10 ans de prison et de 150 000 euros d'amende ;
- corruption de mineur, qui consiste pour un adulte à imposer (éventuellement via internet) à un mineur des propos, des actes, des scènes ou des images pouvant le pousser à adopter une attitude ou un comportement sexuel dégradant (par exemple, avoir des relations sexuelles devant un mineur) ;
- agression sexuelle, qui est un acte sexuel sans pénétration, commis par violence, contrainte (contre sa volonté), menace ou surprise (attouchement) ;
- atteinte sexuelle, qui désigne tout comportement en lien avec l'activité sexuelle (avec ou sans pénétration) adopté par un majeur à l'encontre d'un mineur de moins de 15 ans, sans qu'il y ait violence, contrainte, menace ou surprise ;
- viol (acte de pénétration sexuelle ou orale commis par violence, contrainte, menace ou surprise) ;
- sextorsion, qui consiste à inciter un mineur à transmettre ou à diffuser des images ou vidéos dans lesquels il effectue des actes pornographiques ;
- recours à un(e) prostitué(e) mineur(e), qui consiste à solliciter, accepter ou obtenir des relations de nature sexuelle d’une personne qui se livre à la prostitution en échange d’une rémunération, d’une promesse de rémunération, de la fourniture d’un avantage en nature ou de la promesse d’un tel avantage. Concernant les victimes de moins de 15 ans, l’auteur du délit concerné encourt 7 ans d'emprisonnement et 100000€ d’amende.

La contrainte morale (pression exercée sur la volonté d'une personne) et la surprise (prendre une personne au dépourvu) sont présumées, c'est-à-dire retenues d'office.

## Infractions spécifiques aux mineurs

### Atteinte sexuelle sur mineur
L'atteinte sexuelle sur mineur, sans violence, contrainte, menace ni surprise, est définie par les articles 227-25 à 227-27 du Code pénal.
Hors le cas de viol ou de toute autre agression sexuelle, le fait, pour un majeur, d'exercer une atteinte sexuelle sur un mineur de quinze ans est puni de sept ans d'emprisonnement et de 100 000 € d'amende selon l'article 227-25 du code pénal. Ce délit permet donc de punir les abus sexuels sur mineurs qui ne peuvent être caractérisé comme viol, agression, ou autre. 
Depuis la loi Schiappa de 2021, la prescription de ces actes a été modifiée, et elle est qualifiée de “prescription glissante”. En effet, lorsque le délai de prescription concernant l’acte est passé, mais que l’auteur des actes a récidivé contre une autre victime, la prescription est alors allongée même pour les actes plus vieux.

### Corruption de mineur
La corruption de mineur (art. 227-22 du code pénal), aggravée dans le cas d'un mineur de quinze ans, consiste pour un adulte à imposer (éventuellement via internet) à un mineur des propos, des actes, des scènes ou des images pouvant le pousser à adopter une attitude ou un comportement sexuel dégradant. C'est par exemple le fait d'exposer un mineur à des représentations pornographiques ou à des actes sexuels effectués volontairement devant lui. Dans les affaires intrafamiliales, elle constitue un cas de poursuite très fréquent et dans bien des situations, un préalable aux autres infractions.
Par ailleurs, la loi condamne aussi le fait de soustraire un mineur à l'autorité parentale (art. 227-8 du code pénal), communément appelé détournement de mineur et qui, s'il n'a pas de caractère sexuel explicite, est souvent invoqué pour poursuivre la personne qui a une relation sexuelle avec un mineur de plus de quinze ans.
Les simples propos obscènes, ou les simples conseils sont considérés comme insuffisants pour caractériser l’infraction. 

## Infractions non spécifiques mais avec des peines aggravées dans le cas de mineurs

### Agression sexuelle
L'agression sexuelle (art. 222-22 et 222-27 à 222-29 du code pénal) concerne tout acte accompli par son auteur dans un but sexuel commis avec violence, contrainte, menace ou surprise.
Lorsqu’aucun de ces éléments n’est caractérisé, on parle d’atteinte sexuelle, qui désigne tout comportement en lien avec l'activité sexuelle adopté par un majeur à l'encontre d'un mineur de 15 ans.
Les agressions sexuelles autres que le viol sont punies de dix ans d'emprisonnement et de 150 000 € d'amende lorsqu'elles sont imposées à un mineur de quinze ans par violence, contrainte, menace ou surprise. Hors de ce cas, constitue également une agression sexuelle, punie de dix ans d'emprisonnement et de 150 000 € d'amende, toute atteinte sexuelle autre qu'un viol commise par un majeur sur la personne d'un mineur de quinze ans, lorsque la différence d'âge entre le majeur et le mineur est d'au moins cinq ans. La condition de différence d'âge n'est pas nécessaire si les faits ont été commis en échange d'une rémunération, d'une promesse de rémunération, de la fourniture d'un avantage en nature ou de la promesse d'un tel avantage.
Hors de ces cas, lorsque les faits d’agression sont commis sur la personne d'un mineur, la contrainte morale ou la surprise peuvent résulter de la différence d'âge existant entre la victime et l'auteur des faits et de l'autorité de droit ou de fait que celui-ci a sur la victime, cette autorité de fait pouvant être caractérisée par une différence d'âge significative entre la victime mineure et l'auteur majeur.
Lorsque les faits sont commis sur la personne d'un mineur de moins de quinze ans, la contrainte morale ou la surprise sont caractérisées par l'abus de la vulnérabilité de la victime ne disposant pas du discernement nécessaire pour ces actes.
Lorsque la victime n’est pas un mineur, constitue tout de même une circonstance aggravante le fait qu’un mineur soit présent au moment des faits et y ai assisté, portant ainsi la peine encourue à 7 ans d’emprisonnement et 100 000 euros d’amende.

La violence, contrainte, menace ou surprise sont définies ainsi : 
Violence : celle-ci peut être physique, si l’auteur de l’agression use de sa force physique, donne des coups ou fait mal physiquement à la victime, d’une manière ou d’une autre, mais elle peut également être psychologique (insultes, torture psychologique).
Contrainte : on a du mal à la cerner, on confond souvent contrainte et violence. Comme la violence, la contrainte peut être physique ou morale. Lorsqu’elle est physique, il peut s’agir, sans nécessairement donner de coups, d’obliger la victime à avoir certains gestes, ou au contraire, de l’en empêcher. Lorsque la contrainte est morale, l’auteur peut user de stratagème et de pressions psychologiques, par exemple en abusant de son autorité sur la victime, ou de la vulnérabilité de cette dernière, en raison de son âge ou de son état de santé.
Menace : on fait référence à toutes les situations où l’auteur oblige la victime à avoir des rapports sexuels avec lui, sous peine de représailles ou de vengeances. C’est une forme de contrainte morale. 
Surprise : cette notion est plus complexe à comprendre. Il ne s’agit pas d’un étonnement, comme peut le laisser croire le terme « surprise ». Lorsque l’auteur surprend sa victime, c’est soit qu’il a obtenu son consentement en lui faisant croire des choses erronées pour avoir une relation sexuelle avec elle, soit qu’il a profité de son incapacité à exprimer son refus. Dans le premier cas, le mensonge doit porter sur des éléments essentiels, très importants, qui ont conditionné la relation sexuelle. Il ne peut pas s’agir d’informations anecdotiques. Dans le second cas, l’incapacité pour la victime d’exprimer son refus peut découler du fait que la victime dort, qu’elle est ivre, inconsciente, ou, pour une victime mineure, qu’elle n’a pas le discernement nécessaire pour comprendre les actes qu’elle subit.
Ces définitions caractérisent les agressions sexuelles peu importe l’âge de la victime. Comme précisé plus tôt, lorsque la victime est mineure, la violence, contrainte, menace ou surprise peut être qualifiée d’office, selon l’âge de la victime, et la différence d’âge avec l’auteur de l’infraction. 
Depuis la loi Schiappa de 2021, la prescription de ces actes a été modifiée, et elle est qualifiée de “prescription glissante”. En effet, lorsque le délai de prescription concernant l’acte est passé, mais que l’auteur des actes a récidivé contre une autre victime, la prescription est alors allongée même pour les actes plus vieux.

### Viol
Le viol désigne tout acte de pénétration sexuelle, de quelque nature qu'il soit, ou tout acte bucco-génital commis sur la personne d'autrui ou sur la personne de l'auteur par violence, contrainte, menace ou surprise (la preuve pouvant en être donnée au moyen de certificats médicaux, gynécologiques et gastro-entérologique). (art. 222-23 du Code Pénal)
Lorsque les faits sont commis sur la personne d'un mineur, la contrainte morale ou la surprise peuvent résulter de la différence d'âge existant entre la victime et l'auteur des faits et de l'autorité de droit ou de fait que celui-ci a sur la victime, cette autorité de fait pouvant être caractérisée par une différence d'âge significative entre la victime mineure et l'auteur majeur.
Lorsque les faits sont commis sur la personne d'un mineur de quinze ans, la contrainte morale ou la surprise sont caractérisées par l'abus de la vulnérabilité de la victime ne disposant pas du discernement nécessaire pour ces actes.
En dehors de ce cas, constitue également un viol tout acte de pénétration sexuelle, de quelque nature qu'il soit, ou tout acte bucco-génital commis par un majeur sur la personne d'un mineur de quinze ans ou commis sur l'auteur par le mineur, lorsque la différence d'âge entre le majeur et le mineur est d'au moins cinq ans.
La condition de différence d'âge prévue n'est pas nécessaire si les faits sont commis en échange d'une rémunération, d'une promesse de rémunération, de la fourniture d'un avantage en nature ou de la promesse d'un tel avantage. (art 222-24)
Depuis le 21 avril 2021, l'agression sexuelle ou le viol commis par un parent ou une personne de la famille, mais aussi par le partenaire d'un parent (époux, partenaire de Pacs, concubin) sont qualifiés d'incestueux. Il n'y a plus besoin de rechercher si le mineur avait donné son accord.
Depuis la “loi Schiappa de 2021”, la prescription de ces actes a été modifiée, et elle est qualifiée de “prescription glissante”. En effet, lorsque le délai de prescription concernant l’acte est passé, mais que l’auteur des actes a récidivé contre une autre victime, la prescription est alors allongée même pour les actes plus vieux.

### Harcèlement sexuel
Le harcèlement sexuel se caractérise par le fait d'imposer à une personne, de façon répétée, des propos ou comportements à connotation sexuelle ou sexiste, qui :
- portent atteinte à sa dignité en raison de leur caractère dégradant ou humiliant,
- ou créent à son encontre une situation intimidante, hostile ou offensante.

Est assimilée au harcèlement sexuel toute forme de pression grave (même non répétée) dans le but réel ou apparent d'obtenir un acte sexuel, au profit de l'auteur des faits ou d'un tiers.
Le harcèlement sexuel est puni quels que soient les liens entre l'auteur et sa victime, même en dehors du milieu professionnel (harcèlement par un proche, un voisin....)
Si l'auteur des faits a eu un contact physique avec la victime, il pourrait s'agir d'une agression sexuelle, qui est une infraction plus sévèrement punie que le harcèlement sexuel.
Le harcèlement sexuel, dans le cas d'un mineur de quinze ans (art. 222-33 du code pénal) constitue une circonstance aggravante de la peine encourue (soit de 2 à 3 ans d'emprisonnement). C’est également le cas lorsqu’un mineur était présent et a assisté aux faits, même sans être la victime. 

## Infractions non spécifiques aux mineurs
L'exhibition sexuelle (art. 222-32 du code pénal) est condamnée sans que soient prévues des sanctions aggravées quand elle est commise devant des mineurs.
Le terme « exhibition sexuelle » désigne l’action de dévoiler en public sa nudité, en montrant ses attributs sexuels ou en commettant un acte à caractère sexuel.
« En public », signifie qu’il n’y a exhibition sexuelle que lorsque la nudité est exposée dans un lieu accessible au regard de personnes tierces et étrangères (dans un parking, dans un magasin, dans un lieu public, sur la plage, sur un balcon, dans un parc public, etc.). Dans le droit français, la notion d’exhibition sexuelle a remplacé celle « d’outrage public à la pudeur ».
Lorsque les faits sont commis au préjudice d'un « mineur de [moins de] quinze ans », les peines sont portées à deux ans d'emprisonnement et à 30 000 euros d'amende.

## Application
L'atteinte et l'agression sont des délits jugés en matière pénale : correctionnelle, le viol est un crime jugé aux assises. 
Dans la pratique, les viols, mêmes sur mineurs, sont pour la plupart d'entre eux correctionnalisés. En effet la preuve de la pénétration sexuelle est de plus en plus difficile à prouver à mesure que le temps passe (ce qui doit donc conduire les victimes à aller immédiatement consulter à l'hôpital dans un service spécialisé et porter plainte). L'établissement de cette preuve est parfois impossible ; pour éviter l'acquittement par les jurés aux assises, le viol est requalifié en agression sexuelle, dans un but d'assurer une condamnation.[réf. nécessaire]
Pour les atteintes sexuelles, c’est-à-dire les cas où la victime était consentante ou du moins pour lesquels le consentement n'est pas requis (ce qui est très protecteur pour les victimes)[pas clair], les poursuites sont rares quand la victime est âgée de 15 à 18 ans[réf. nécessaire], car dans ces cas, il faut que l'atteinte soit qualifiée, c'est-à-dire commise par un ascendant ou une personne ayant autorité. Cette qualification est utilisée lorsque la preuve du défaut de consentement du mineur de 15 ans s'annonce difficile. Toutefois, dans le cas d'enfant très jeune (moins de 12 ou 13 ans) le consentement est généralement considéré comme impossible ou non valable : un consentement apparent sera généralement mis sur le compte d'une manipulation mentale par l'expertise, et donc considéré comme une forme particulière de surprise ou de menace psychologique, ce qui qualifie l'agression.
En effet la preuve du défaut de consentement est très délicate, puisqu'il faut caractériser la violence, la contrainte, une menace ou une surprise (ce qui exclut les actes répétés). Cette preuve ne peut souvent être administrée que par l'aveu de l'auteur de l'infraction, si cet aveu est circonstancié (ce qui veut dire qu'il admet avoir agressé sexuellement sa victime en connaissance de son absence de consentement) ou par une expertise de crédibilité de la victime (s'ajoutant à un faisceau d'indices probants).

## Typologie
La répartition par milieu des 160 000 mineurs victimes chaque année d'abus sexuels n'est pas connue. Toutefois, lors d'un appel à témoignage lancé par la CIIVISE, 80 % des victimes étaient victimes d'inceste.

### Abus sexuels sur mineurs dans l'Église catholique
Les abus sexuels sur mineurs dans l'Église catholique en France désignent des agressions sexuelles de mineurs, commises au sein de l'Église catholique par certains de ses clercs et agents pastoraux.  
En mars 2021, la Commission indépendante sur les abus sexuels dans l'Église en France estime qu'au moins 2,5 % à 2,8 % de prêtres et religieux ont commis des agressions sexuelles ou des viols sur environ 216 000 victimes, majeures et vivantes au moment de la rédaction du rapport. En incluant les agresseurs laïcs, le nombre de victimes est évalué à plus de 330 000. La Ciase décrit ce phénomène comme étant massif et systémique,,.

### Abus sexuel sur mineur dans le sport
En décembre 2019, Disclose publie l'enquête de Daphné Gastaldi, Mathieu Martiniere et de journalistes indépendants de We Report. Consacrée à la pédophilie dans le sport en France, elle présente 77 affaires ayant causé 276 victimes en France de 1970 à 2019. L'analyse montre une fréquence importante de la récidive des éducateurs sportifs bénévoles - insuffisamment encadrés selon les associations de victimes et de prévention -, et indique que de nombreux responsables déjà condamnés ou soumis à une procédure judiciaire continuent d'exercer comme encadrants sportifs, en raison d'un défaut de signalement, ce qui contrevient aux dispositions de l'article 40 du code pénal et de l'article 212-9 du code du sport: « la plupart du temps, les agresseurs présumés sont protégés par les instances dirigeantes », et ainsi « dans un cas sur quatre, le club s’est rangé du côté de l’agresseur présumé au détriment des enfants ou adolescents qui se disent victimes »,,,,.

## Sources